# Gateway GPRS Support Node
GGSN ang. Gateway GPRS Support Node – węzeł obsługujący transmisję pakietową do systemu i poza system GSM lub UMTS. 
Steruje na granicy systemu GSM transmisją pakietów danych. Jest węzłem odpowiedzialnym za komunikację z sieciami zewnętrznymi. Również posiada zabezpieczenia, jednak bazują one na zaporze sieciowej, zaimplementowanej sprzętowo w postaci zapory. Reguluje się tu funkcję packet tunelling odpowiadającą za mobilność abonenta. Węzeł GGSN generuje informację taryfikacyjną, do naliczania opłat, a także przypisuje adresy IP, zapewniając zgodność z sieciami zewnętrznymi.